# Liste der Kardinalskreierungen Viktors III.
Papst Viktor III. kreierte während seines kurzen Pontifikates (1086–1087) lediglich einen Kardinal.

## Kardinalskreierung 1086
- Bruno von Segni, Kardinalbischof von Segni, Kanzler der Heiligen Römischen Kirche, † 23. Juli 1123